# Gran estrategia

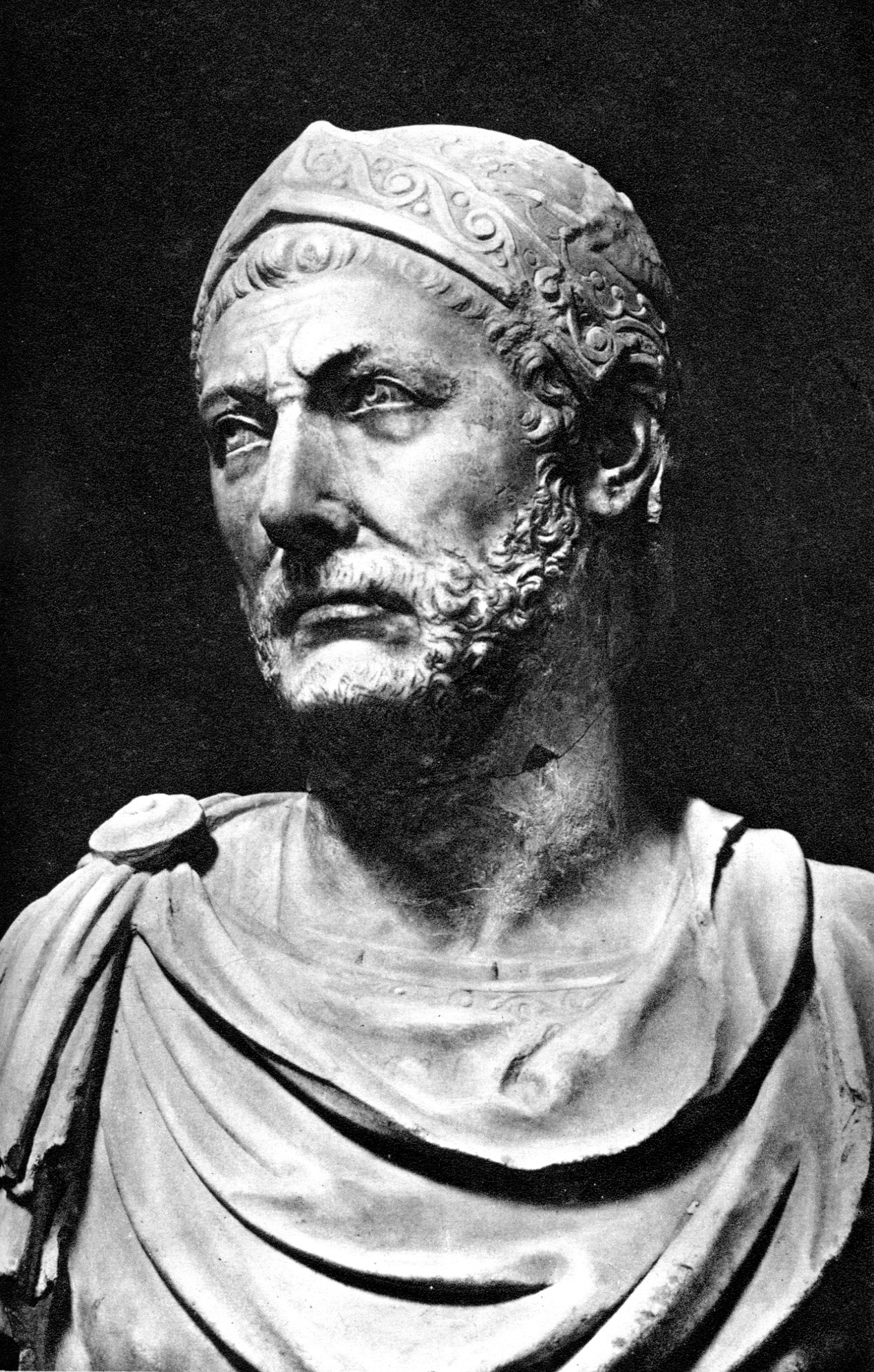
Aníbal practicó la gran estrategia en la guerra con Roma

La gran estrategia o alta estrategia comprende el «propósito de empleo de todos los instrumentos de poder disponibles para la seguridad de una comunidad».

La guerra del Peloponeso en el Egeo. Año 431 a. C.

## Concepto
El historiador Militar B. H. Liddell Hart dice:
"El papel de la gran estrategia, una estrategia superior, es coordinar y dirigir todos los recursos de una nación, o grupo de naciones, hacia la consecución del objetivo político de la guerra, el objetivo definido por la política fundamental.
   La gran estrategia debería tanto calcular como desarrollar los recursos económicos y el poder humano de las naciones para sostener los servicios de combate. También los recursos morales, para fomentar el espíritu dispuesto de la gente, que a menudo son tan importantes como poseer formas más concretas de poder. La gran estrategia también debe regular la distribución del poder entre los diversos servicios, y entre los servicios y la industria. Además, el poder de lucha no es más que uno de los instrumentos de la gran estrategia, que debe tener en cuenta y aplicar el poder de la presión financiera y, no menos importante, la presión ética, para debilitar la voluntad del oponente. ...
   Además, mientras que los horizontes de la estrategia están limitados por la guerra, la gran estrategia mira más allá de la guerra a la paz subsiguiente. No solo debería combinar los diversos instrumentos, sino también regular su uso para evitar daños al futuro estado de paz, por su seguridad y prosperidad."
La gran estrategia amplía la idea tradicional de estrategia de tres maneras:
- Expandir la estrategia más allá de los medios militares para incluir medios diplomáticos, financieros, económicos, informativos, etc.
- Examinar las fuerzas internas además de las externas, teniendo en cuenta tanto los diversos instrumentos de poder como las políticas internas necesarias para su implementación
- Incluir la consideración de los períodos de paz además del tiempo de guerra

Las cuestiones de la gran estrategia incluyen típicamente la elección de teatros primarios versus secundarios en la guerra, la distribución de recursos entre los diversos servicios, los tipos generales de fabricación de armamentos y las alianzas internacionales que mejor se adaptan a los objetivos nacionales. Con una considerable superposición con la política exterior, la gran estrategia se centra principalmente en las implicaciones militares de la política. El liderazgo político de un país generalmente dirige la gran estrategia con el aporte de los altos funcionarios militares. El desarrollo de la gran estrategia de una nación puede extenderse a lo largo de muchos años o incluso múltiples generaciones.
El concepto de gran estrategia se ha ampliado para describir estrategias de varios niveles en general, incluido el pensamiento estratégico a nivel de corporaciones y partidos políticos. 

## Ejemplos históricos

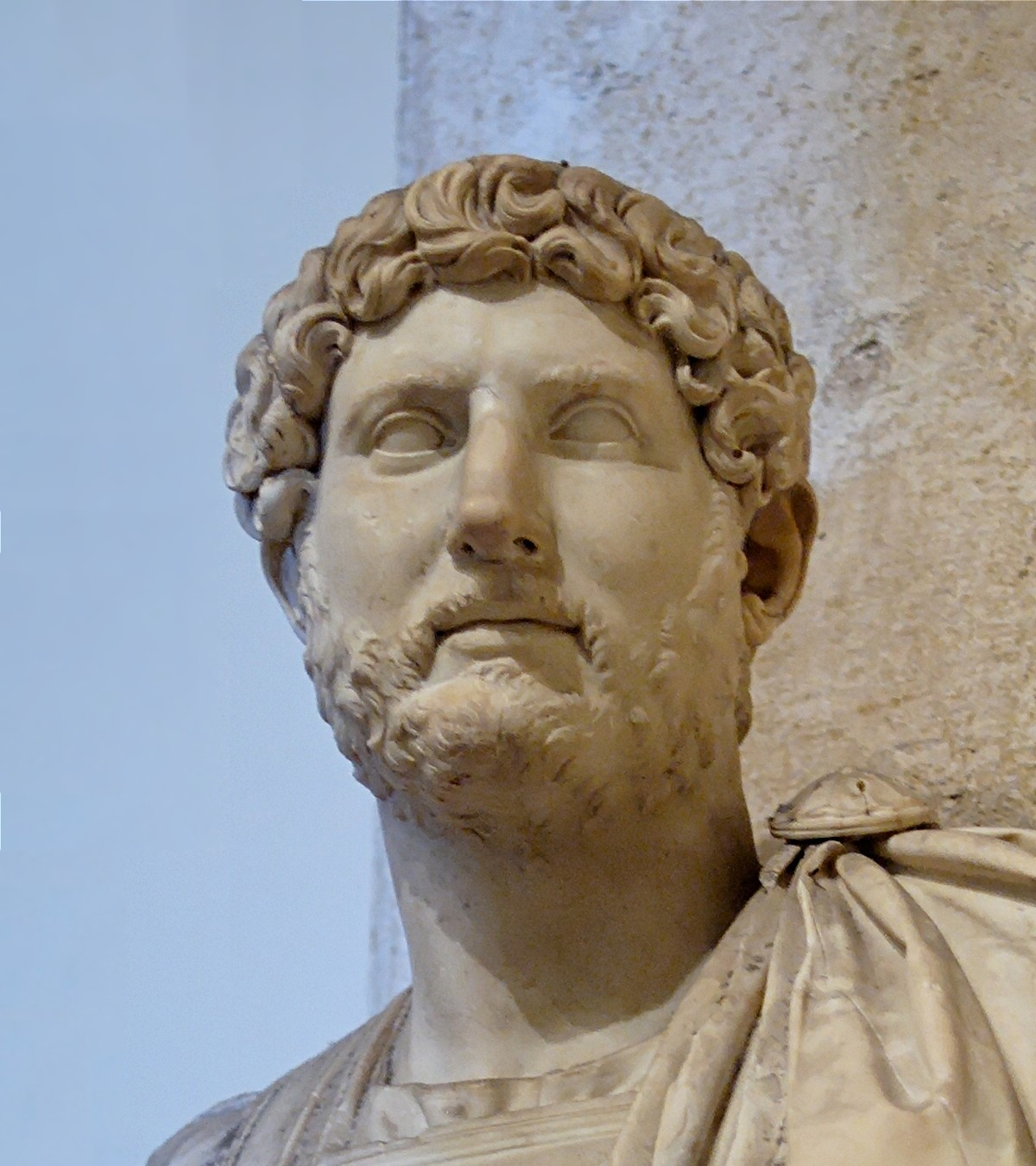
Busto de Adriano. Museos Capitolinos

### Guerra del Peloponeso
Uno de los primeros escritos sobre la gran estrategia proviene de la Historia de la Guerra del Peloponeso de Tucídides, un relato de la guerra entre la Liga del Peloponeso (liderada por Esparta) y la Liga de Delos (liderada por Atenas). 

### Imperio Romano

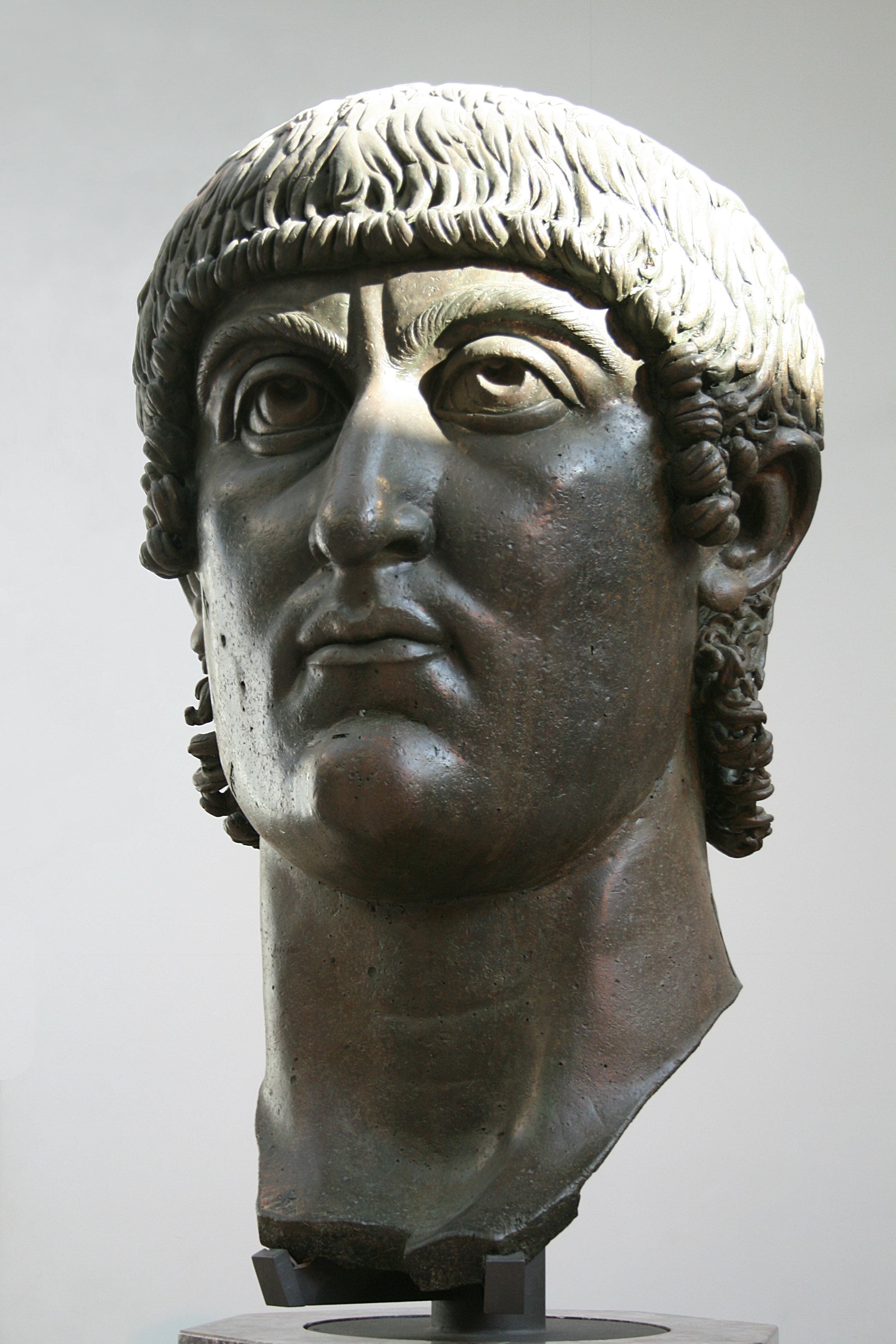
Cabeza de bronce de Constantino I (Museos Capitolinos).

Desde la era de Adriano, los emperadores romanos emplearon una estrategia militar de "seguridad preclusiva: el establecimiento de una barrera lineal de defensa perimetral alrededor del Imperio. Las Legiones estaban estacionadas en grandes fortalezas."
Estas "fortalezas" existieron a lo largo del perímetro del Imperio, a menudo acompañadas por muros reales (por ejemplo, el Muro de Adriano). Debido a la impenetrabilidad percibida de estas defensas perimetrales, los emperadores no mantuvieron ningún ejército de reserva central. El sistema romano de calzadas permitió a los soldados moverse de una frontera a otra (con el propósito de llevar refuerzos durante un asedio) con relativa facilidad. Estas calzadas también permitieron una ventaja logística para Roma sobre sus enemigos, ya que los suministros podían moverse con la misma facilidad a través del sistema de carreteras romano que los soldados. De esta forma, si las legiones no pudieran ganar una batalla a través de las habilidades de combate militar o números superiores, simplemente podrían sobrevivir a los invasores, quienes, como historiador el E.A. Thompson escribió: "No pensaban en términos de millones de fanegas de trigo".
El emperador Constantino movió las legiones de las fronteras a un ejército itinerante consolidado como una forma de ahorrar dinero y proteger a los ciudadanos más ricos dentro de las ciudades. Sin embargo, esta gran estrategia tendría efectos costosos para el imperio romano al debilitar sus defensas fronterizas y permitir que fueran susceptible a la entrada de ejércitos externos. Además, las personas que vivían cerca de las fronteras romanas comenzarían a buscar a los bárbaros para su protección después de que los ejércitos romanos partieron. Según dice Zósimo, historiador del siglo V d. C.:
"Constantino abolió esta seguridad fronteriza al sacar a la mayor parte de los soldados de las fronteras a ciudades que no necesitaban fuerzas auxiliares. De este modo privó de ayuda a las personas que fueron hostigadas por los bárbaros y cargó a ciudades tranquilas con la plaga del ejército, por lo que que muchas de ellas fueron abandonadas y, además, suavizaron a los soldados que se entretenían con espectáculos y lujos. De hecho, para decirlo claramente, él personalmente plantó las primeras semillas de nuestro actual estado de cosas devastado."

### Segunda Guerra Mundial
Un ejemplo de la gran estrategia moderna es la decisión de los Aliados en la Segunda Guerra Mundial de concentrarse primero en la derrota de Alemania. La decisión, un acuerdo conjunto hecho después de que el ataque a Pearl Harbor (1941), había atraído a los EE. UU. a la guerra, era sensata en el sentido de que Alemania era el miembro más poderoso del Eje, y amenazaba directamente la existencia del Reino Unido y la Unión Soviética. Por el contrario, aunque las conquistas de Japón atrajeron considerable atención del público, en su mayoría se encontraban en áreas coloniales consideradas menos esenciales por planificadores y formuladores de políticas. Los detalles de la estrategia militar aliada en la Guerra del Pacífico se formaron por los recursos menores puestos a disposición de los comandantes del teatro de operaciones.

### La Guerra Fría
Los EE. UU. y el Reino Unido utilizaron una política de contención como parte de su gran estrategia durante la Guerra Fría.
Posen y Ross identifican destacados académicos y figuras políticas como el Conde Ravenal, Patrick Buchanan y Doug Bandow.

## Leer más
- Robert J. Art, A Grand Strategy for America (Cornell)
- Biddle, Stephen. American Grand Strategy After 9/11: An Assessment Archivado el 26 de abril de 2018 en Wayback Machine.. 50pp. April 2005
- Clausewitz, Carl von. On War
- Fuller, J.F.C.. The Generalship of Alexander the Great
- Benjamin Isaac. The Limits of Empire: The Roman Army in the East Oxford: Oxford University Press, 1992 (2nd rev. ed.)
- Kolliopoulos. Grand Strategy of Ancient Sparta. Piotita Publications.
- Kondilis, P. Theory of War
- __, Power and Decision
- Liddell Hart, B. H. Strategy. London:Faber, 1967 (2nd rev. ed.)
- Luttwak, E. The Grand strategy of the Roman Empire
- Papasotiriou, Harry. Grand Strategy of the Byzantine Empire
- Platias, A. International Relations and Grand Strategy in Thucydides
- Posen, Barry P. Restraint: A New Foundation for U.S. Grand Strategy, Cornell University Press, 2014 ISBN 978-0-8014-5258-1

- Wright, Steven. The United States and Persian Gulf Security: The Foundations of the War on Terror, Ithaca Press, 2007 ISBN 978-0-86372-321-6

- Datos: Q3268778